# Semestene
Semestene (Semèstene in sardo) è un comune italiano di 120 abitanti della città metropolitana di Sassari, nella regione del Logudoro e nella subregione del Meilogu in Sardegna. Fa parte della diocesi di Alghero-Bosa.

## Storia
L'area fu abitata già in epoca nuragica per la presenza sul territorio di alcuni nuraghi.
La villa (bidda) di Semestene era compresa, durante il Basso Medioevo (secoli XI-XV), nella curatoria di Costa de Valles ("Costa de Addes") e nella diocesi di Sorres, all'interno del giudicato di Torres o Logudoro. Dal 1272 all'incirca, d'altro canto, detta villa fu uno dei possedimenti sardi dei Malaspina della Lunigiana, i quali, nel 1308/17, la cedettero al giudicato di Arborea, trasformato, nel 1410, in marchesato di Oristano, il quale la perse in modo definitivo nel 1478 (battaglia di Macomer). Per giunta, dal 1480 al 1839, la villa venne annoverata nel feudo dapprima denominato incontrada di Costa de Valles o "Costa de Addes", quindi elevato al grado di Contea di Bonorva (diploma del 1632, retrodatato al 1630).
Nel territorio di Semestene, poco distante dal centro abitato, s'innalza tuttora la chiesa romanica di San Nicola di Trullas (vale a dire Santu Nigola de Truddas), la cui erezione risale verosimilmente alla fine dell'XI secolo o agli albori del XII. Internamente vi sono dei preziosi affreschi, probabilmente coevi o di non molto posteriori alla donazione del tempio all'eremo di Camaldoli, da parte degli Athen di Pozzomaggiore, mediante un atto del 1113. A tale edificio sacro trullano era annesso, per l'appunto, un importante monastero camaldolese nel quale fu compilato l'omonimo condaghe (registro dove venivano annotate le ragguardevoli variazioni patrimoniali concernenti l'ente religioso). Siffatto monastero fu abbandonato nel corso della seconda metà del XIV secolo. Le rovine del cenobio e della relativa "corte", ancora visibili verso la metà dell'Ottocento (Vittorio Angius), sono state riportate parzialmente alla luce grazie a recenti campagne di scavo guidate dagli archeologi Luca Sanna e Giuseppe Padua. Campagne di scavo che, tra l'altro, sembrano escludere la preesistenza di un edificio sacro cupolato dell'epoca bizantina (secondo Giovanni Lilliu), del quale si è tanto fantasticato, e sull'impianto del quale sarebbe stato elevato l'attuale tempietto romanico.
La giurisdizione del maiore de scolca o maiore d'iscolca di Semestene, nell'arco dei secoli XII e XIII, abbracciava una non trascurabile rete insediativa, quantunque caratterizzata da piccoli o piccolissimi centri demici agropastorali (ad onor del vero più agricoli che pastorali): Cunzadu (Santa Maria, ora nel territorio di Bonorva), Fraigas (Santa Giusta), Semestene Etzu [o Nurapassar?] (San Michele), Donnigaza insieme a Semestene Nou (San Giorgio), Codes, Truddas (monastero con la "corte" di San Nicola) e Sansa (Santa Maria), senza neanche tentare di conteggiare le numerose domesticas o fattorie monofamiliari isolate. Il nuraghe de Iscolca, autentica postazione di vedetta da cui la visuale può spaziare dalla marina di Bosa fino ai colli di Villanova Monteleone, era giustamente il principale punto di riferimento delle guardie giurate che avevano l'arduo compito di sorvegliare e persino di proteggere tanto le persone quanto i beni afferenti alla scolca di Semestene.
A prescindere da Semestene Nou (San Giorgio), che ebbe dunque una vera e propria funzione accentratrice, tutte le microscopiche sedi umane appena rimembrate scomparvero ancor prima del 1388, specie a cagione della profonda crisi agraria e dell'esaurimento della colonizzazione monastica, delle pestilenze e delle carestie inerenti soprattutto alla metà del XIV secolo, come pure della rovinosa "guerra d'Arborea" (1353-1410/20 circa), intercorsa fra il glorioso regno della valle del Tirso (ultimo giudicato sardo indipendente) ed i ben più potenti conquistatori catalano-aragonesi (i quali, tra l'altro, favorirono un'economia basata essenzialmente sulla pastorizia transumante, a discapito dell'agricoltura, ed introdussero il loro deleterio feudalesimo, abolito soltanto intorno al 1840).
All'Ultima ''Pax Sardiniae'' (trattato di pace del 24 gennaio 1388, stipulato da Eleonora d'Arborea e Giovanni I d'Aragona), riguardo all'area dell'antica scolca in questione (pertinenza della curatorie de Costa de Valls, composta inoltre dalle ville di Rebeccu, Terchiddo e Bonorva), aderirono infatti i soli notabili di Semestene Nou o, per meglio intenderci, Semestene tout court ("Item a Marchucio de Nurchi maiore ville de Semeston Stephano de Ligia Andrea Masala et Comita Pinna iuratis ac Comita de Çori Guantino Taras Ioanne Carta Michele Virde Comita de Carbia Guantino Seche Simeone de Nurchi et Ioanne de Carbia in proxime villa demorantibus prelibata"). Segno evidente che, come già accennato, gli altri centri abitati avevano ormai cessato di esistere, perlomeno alla stregua di entità giuridiche a carattere pubblico, e che le loro attinenze geografiche erano state unite a quelle della villa superstite di Semestene, in cui si erano del resto rifugiati i relativi profughi (anche se, successivamente, il territorio di Cunzadu e una porzione di quello di Fraigas saranno usurpati dalla villa propinqua di Bonorva).
Dopo essere appartenuta all'arcidiocesi di Sassari (1503-1803), la rettoria o parrocchia di Semestene venne inserita nel vescovado di Alghero.
Sul tramonto del Settecento, dopo quattro secoli pressoché anonimi, la villa di Semestene si ridestò dal suo torpore, recuperando dignità e notorietà. Nel 1796 per l'esattezza, allorquando procedeva con le sue schiere lungo la cosiddetta Via de is Viazzantes (che, in quel periodo, portava da Cagliari a Sassari, attraverso un tracciato assai dissimile da quello dell'attuale strada Carlo Felice), l'Alternos Giovanni Maria Angioy venne accolto festosamente, nel pendio semestenese di Andròliga (ai confini di Pozzomaggiore e Cossoine), dal suo fervente amico e discepolo don Francesco Maria Muroni, nativo di Bonorva e rettore di Semestene. All'incontro fra i due patrioti isolani, oltre alla locale cavalleria di Bonorva, fronteggiata da un drappello di "dragoni leggeri" inviato da Sassari, parteciparono finanche molti maggiorenti di Bosa, Padria, Thiesi, Cheremule, Bessude, Mores, Osilo, così come di altri paesi del Logudoro (vasta porzione del Capo di sopra, il quale aveva per capoluogo la città di Sassari, in contrapposizione al Capo di sotto, egemonizzato dalla città rivale di Cagliari). Siffatto memorabile convegno fu peraltro immortalato, in tempi a noi più vicini, dal professor Michele Sanna, in un suggestivo dipinto ora esposto nelle pareti della sala consiliare di Semestene.

### Simboli
Lo stemma e il gonfalone del comune di Semestene sono stati concessi con decreto del presidente della Repubblica dell'11 maggio 2009.
Il gonfalone è un drappo di giallo con la bordatura di azzurro.

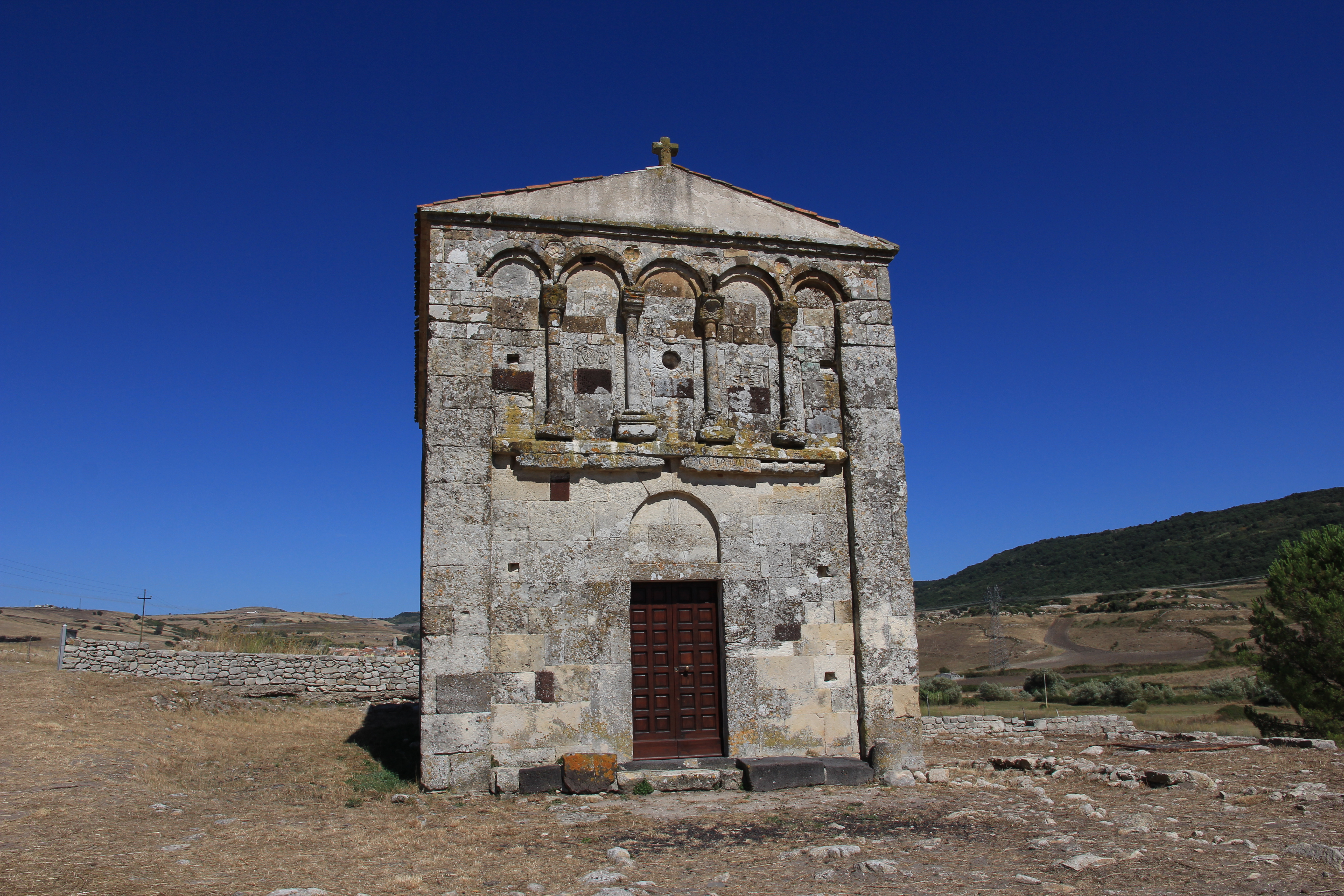
L'antica chiesa di San Nicola di Trullas

## Monumenti e luoghi d'interesse

### Architetture religiose
- Chiesa di San Giorgio
- Chiesa di Santa Croce
- Chiesa di San Nicola di Trullas
- Chiesa di Santa Giusta di Fraigas
- Chiesa di Santa Maria di Sansa
- Chiesa di San Michele di Semestene Etzu

### Siti archeologici
- Domus de janas di Sa Funtana de Su Bullu
- Nuraghe Codes
- Nuraghe Fenosu
- Nuraghe de Iscolca
- Nuraghe Loschiri
- Pozzo sacro di Santa Maria di Sansa

## Società

### Evoluzione demografica
Abitanti censiti

### Etnie e minoranze straniere
Secondo i dati ISTAT al 31 dicembre 2009 la popolazione straniera residente era di 3 persone.
Le nazionalità maggiormente rappresentate in base alla loro percentuale sul totale della popolazione residente erano:
- Romania 2 1,12%

### Lingua e dialetti
La variante del sardo parlata a Semestene è quella logudorese centrale o comune.

## Amministrazione

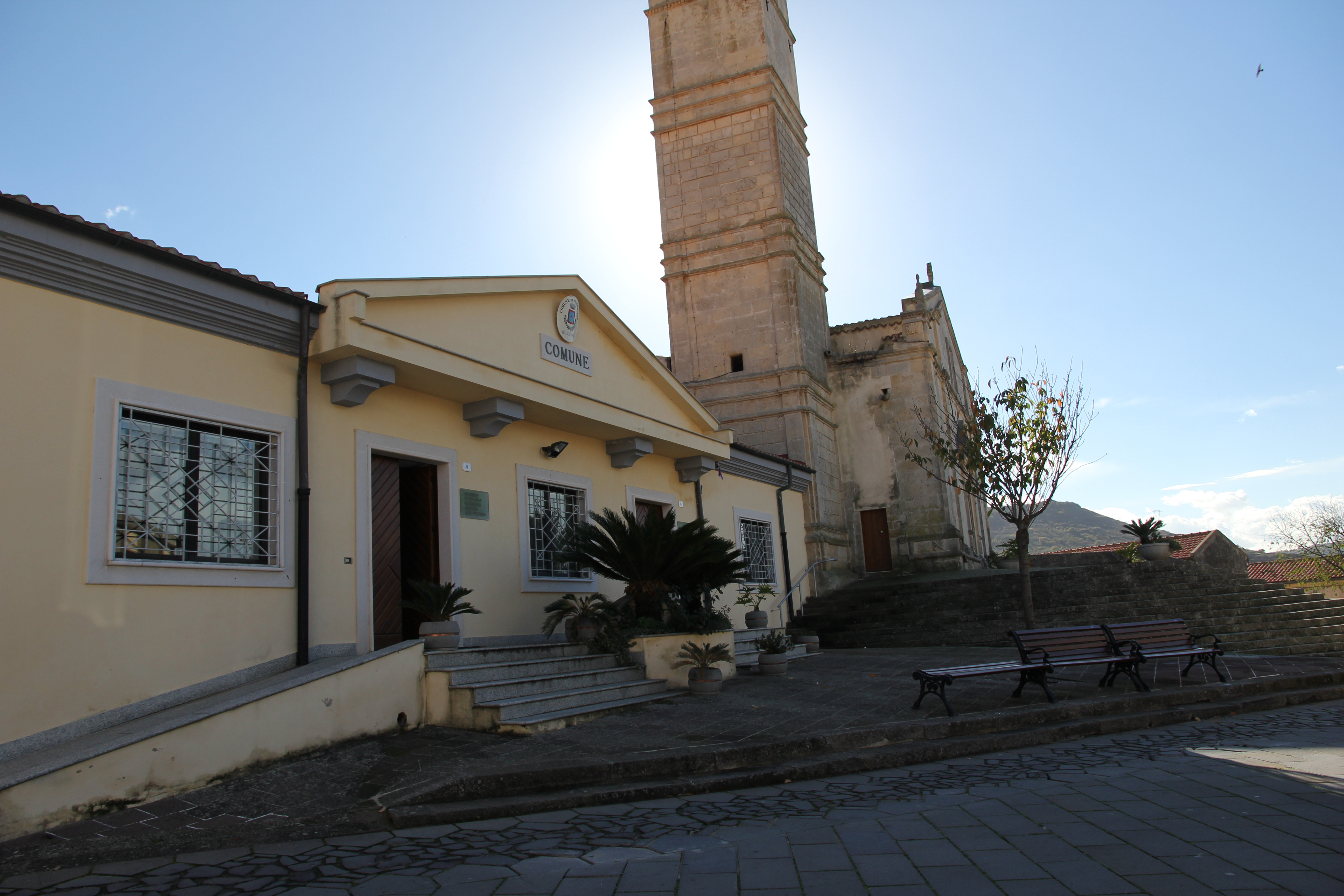
Municipio

| Periodo          | Periodo          | Primo cittadino      | Partito                              | Carica  | Note   |
| ---------------- | ---------------- | -------------------- | ------------------------------------ | ------- | ------ |
| 6 giugno 1993    | 16 novembre 1997 | Michelino Bonu       | DC                                   | Sindaco | [ 5 ]  |
| 16 novembre 1997 | 26 maggio 2002   | Giovanni Maria Deriu | liste civiche di centro-sinistra     | Sindaco | [ 6 ]  |
| 26 maggio 2002   | 27 maggio 2007   | Giovanni Maria Deriu | lista civica                         | Sindaco | [ 7 ]  |
| 27 maggio 2007   | 10 giugno 2012   | Stefano Sotgiu       | lista civica                         | Sindaco | [ 8 ]  |
| 10 giugno 2012   | 11 giugno 2017   | Stefano Sotgiu       | lista civica "Insieme per Semestene" | Sindaco | [ 9 ]  |
| 11 giugno 2017   | 13 giugno 2022   | Antonella Buda       | lista civica "Per Semestene"         | Sindaco | [ 10 ] |
| 13 giugno 2022   | -                | Antonella Buda       | lista civica "Per Semestene"         | Sindaco | [ 11 ] |